# Lomnici Zoltán (jogász, 1954)
Lomnici Zoltán (Budapest, 1954. december 22. –) magyar jogász, 2002. június 25. és 2009. június 25. között a Legfelsőbb Bíróság elnöke. 2023 szeptemberétől az Alkotmánybíróság tagja.

## Életútja
1979-ben végzett az ELTE Állam- és Jogtudományi Karán, majd bírósági fogalmazóként, 1981-től bírósági titkárként dolgozott a Pesti Központi Kerületi Bíróságon. 1982 májusától bíróként tevékenykedett.
1991. május 1-jén nevezték ki a Legfelsőbb Bíróságra, a Közigazgatási Kollégiumba. 1998. február 1-jétől főtitkárként az igazgatási szervek irányítása mellett szóvivői feladatokat is ellátott. 1999. április 1-jétől tanácselnök. 2002. február 1-jétől a Legfelsőbb Bíróság elnökhelyettesévé nevezték ki.
2002. június 25-én az Országgyűlés hat évre a Legfelsőbb Bíróság elnökévé választotta. Mandátuma lejárta után az utódja megválasztása körüli bonyodalmak miatt még egy évig ügyvezető elnök volt, mielőtt 2009. június 22-én végre megválasztották Baka Andrást.
2010. március 31-én az akkor megalakult Emberi Méltóság Tanácsa nevű nemzetközi civil szervezet elnöke lett. 2023-ban az Országgyűlés megválasztotta a Alkotmánybíróság tagjává.

## Főbb művei
- Az adózás rendje; HVG-ORAC, Bp., 1995 (A bírói gyakorlat zsebkönyve)
- Az adóhatározatok bírósági felülvizsgálata. Az adóhatósági határozatok bírósági felülvizsgálatának általános kérdései, adótörvények (SZJA, társasági adó, ÁFA, Art.) és jogesetek, 1-2.; HVG-ORAC, Bp., 1996
- Az illetékjogszabályok kézikönyve; HVG-ORAC, Bp., 1997
- Európai intézmények és a jogharmonizáció; szerk. Lomnici Zoltán; 2. kiad.; HVG-ORAC, Bp., 1998
- Az adóperek könyve; HVG-ORAC, Bp., 1999
- Kecskés László–Lomnici Zoltán–Maczonkai Mihály: Az Európai Közösségek Bírósága; HVG-ORAC, Bp., 2000
- Pénzügyi ítélkezés; HVG-ORAC, Bp., 2001
- A közhasznú szervezetekről szóló törvény bírói gyakorlata; HVG-ORAC, Bp., 2002
- Intézmények Európában. Hágai Nemzetközi Bíróság, Európai Közösség intézményei, Európai Jogok Európai Bírósága; szerk. Lomnici Zoltán; HVG-ORAC, Bp., 2002
- Gyakorló jogászként az Európai Unióban; szerk. Lomnici Zoltán; HVG-ORAC, Bp., 2004
- Az alapítványok és a közalapítványok. Az alapítványok nyilvántartásba vétele, a közalapítványok működése, az alapítványok gazdálkodása, adózása; 5. átdolg. kiad.; HVG-ORAC, Bp., 2008
- Egyesületek; 3. hatályosított, bőv. kiad.; HVG-ORAC, Bp., 2010
- Az illetékjogszabályok magyarázata és gyakorlata; 6. bőv., hatályosított kiad.; HVG-ORAC, Bp., 2011

## Díjai, elismerései
- Radnóti Miklós antirasszista díj (2011)
- A Magyar Érdemrend középkeresztje (2021)

## Családja
Fia, ifjabb Lomnici Zoltán jogász, politikus, a Civil Összefogás Fórum nevű szervezet egyik vezetője.
Lomnici Gergely a Pilis Parkerdő Zrt. Szóvivője. 